# كرايغ هاوس
كرايغ هاوس (بالإنجليزية: Craig House)‏ هو لاعب كرة قاعدة أمريكي، ولد في 8 يوليو 1977 في أوكيناوا في اليابان.

## وصلات خارجية
- كرايغ هاوس على موقعبيزبول رفرنس.كوم (الدوري الرئيسي) (الإنجليزية)
- كرايغ هاوس على موقعبيزبول رفرنس.كوم (الدوري الثانوي) (الإنجليزية)